# Ермакова, Мария Ивановна (легкоатлетка)
Мария Ивановна Ермакова (род. 2003) — российская бегунья, специализирующаяся на стайерских дистанциях. Чемпионка России 2025 года в беге на 10000 метров.

## Биография
Родилась 29 мая 2003 года в Новосибирске.
На протяжении десяти лет занималась большим теннисом. Лёгкой атлетикой стала заниматься на первом курсе  факультета гуманитарного образования Новосибирского государственного технического университета по приглашению тренера. Выступая на юниорском уровне, установила ряд рекордов России.
На чемпионате России 2025 года, проходившем в Казани, выиграла золотую медаль на дистанции в десять тысяч метров. Победа Ермаковой также получила общественный резонанс из-за её драматичного падения с потерей сознания на самом финише по причине переутомления. Главный тренер сборной России Руслан Мащенко назвал Марию Ермакову главной героиней всего турнира. Также она стала самой молодой спортсменкой в истории первенств страны, победившей на данной дистанции.